# Линтген
Линтген (люкс. Lëntgen, фр. Lintgen) — коммуна в Люксембурге, располагается в округе Люксембург. Коммуна Линтген является частью кантона Мерш. В коммуне находится одноимённый населённый пункт.
Население составляет 2524 человек (на 2008 год), в коммуне располагаются 954 домашних хозяйств. Занимает площадь 15,25 км² (по занимаемой площади 80 место из 116 коммун). Наивысшая точка коммуны над уровнем моря составляет 414 м. (47 место из 116 коммун), наименьшая 216 м. (36 место из 116 коммун).